# Elsenburgerbos
Het Elsenburgerbos is een aangelegd bosrijk wandelpark met steile paden, grasvelden en glooiende heuvels in de Nederlandse gemeente Rijswijk (Zuid-Holland).
Het park ligt ten zuiden van de Plaspoelpolder, aan de andere zijde van de A4. Het gebied wordt afgebakend door het Rijn-Schiekanaal (Vliet) in het oosten en sportvelden naast de spoorlijn Amsterdam - Rotterdam in het westen.
Er kan worden gevist (er zijn twee binnenmeren), maar niet worden gezwommen, zoals wel bij het nabijgelegen Wilhelminapark het geval is.
Oorspronkelijk betrof het gebied slechts een klein terrein van de gemeentelijke vuilnisbelt. Na sluiting hiervan werd het gebied uitgebreid tot de huidige afmetingen en gebruikt als stortplaats voor puinresten van de in de jaren 70 gerenoveerde Haagse wijken, zoals de Stationsbuurt, het Spuikwartier, de Schilderswijk en de Molenwijk. De oorspronkelijke kleilaag is voordat het gebied in gebruik werd gesteld als puinstortplaats opgegraven, en bij de aanleg van het park weer op het afval gestort.
Het park is per auto toegankelijk vanaf de Lange Kleiweg, lopend of per fiets vanuit de Plaspoelpolder of vanaf de fietsstraat langs de Delftsche Vliet, en per openbaar vervoer bereikbaar met HTM tramlijn 17, halte Patentlaan en daarna circa 15 minuten lopen, of vanaf halte Volmerlaan (circa 10 minuten lopen). 

## Foto's

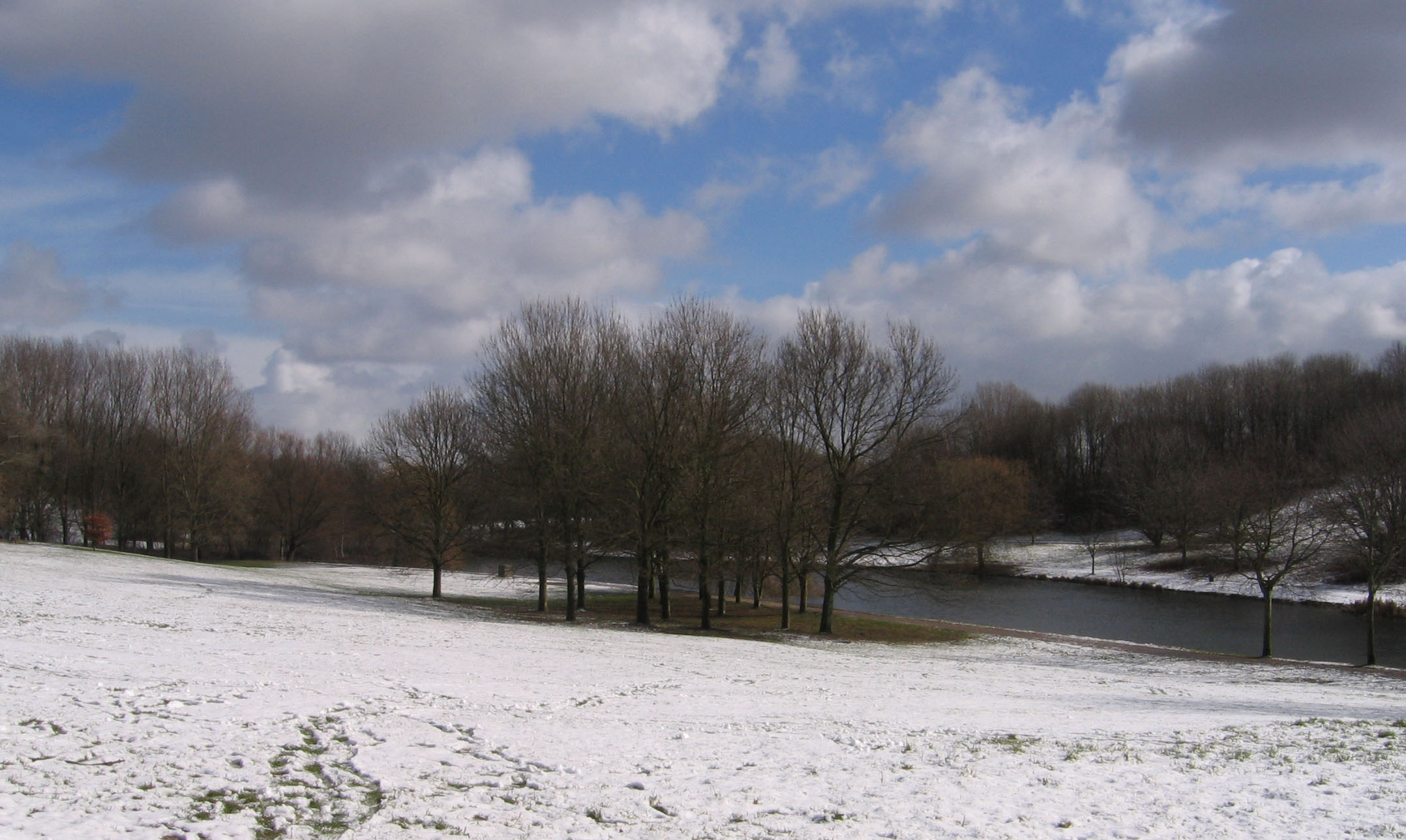
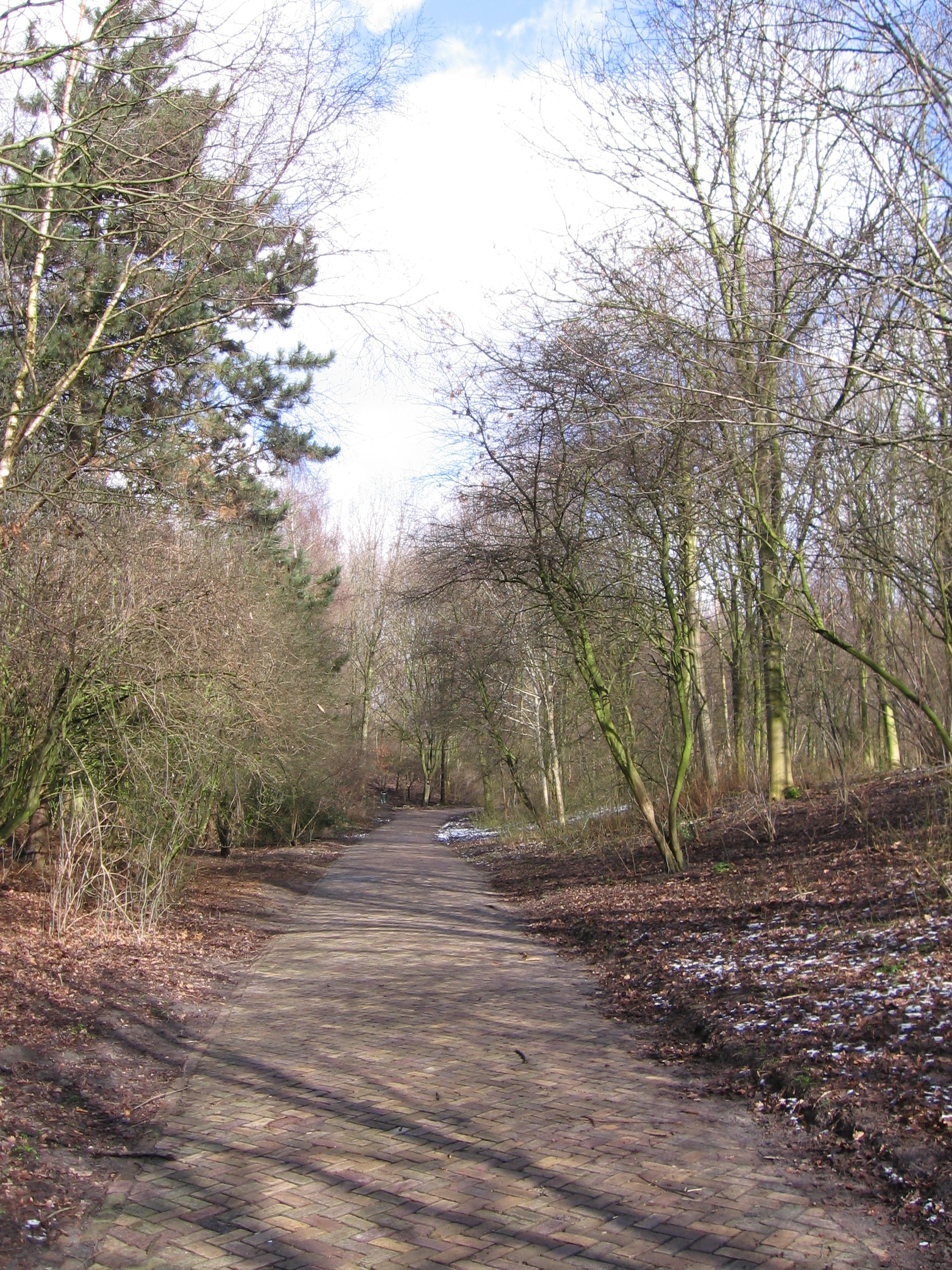
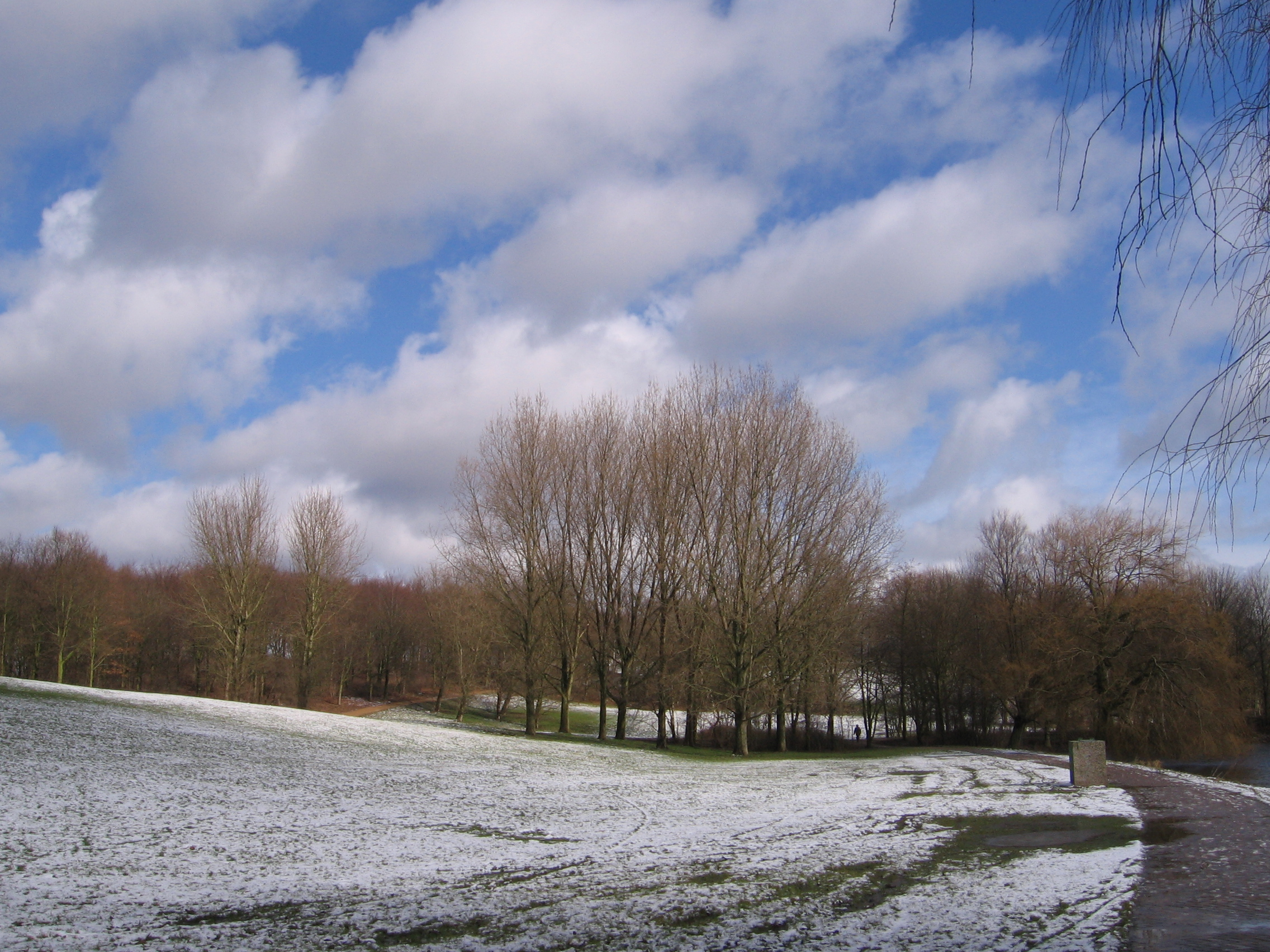